# Ammophilomima rufescens
Ammophilomima rufescens är en tvåvingeart som beskrevs av Frey 1937. Ammophilomima rufescens ingår i släktet Ammophilomima och familjen rovflugor. Inga underarter finns listade i Catalogue of Life.